# Петер Марот
Петер Марот (угор. Marót Péter; 27 травня 1945, Мішкольц, Угорщина — 7 червня 2020) — угорський фехтувальник на шаблях, срібний та бронзовий призер Олімпійських ігор 1972 року, чемпіон світу.

## Виступи на Олімпіадах
| Олімпіада     | Дисципліна          | Місце |
| ------------- | ------------------- | ----- |
| Мюнхен 1972   | індивідуальна шабля | 2     |
| Мюнхен 1972   | командна шабля      | 3     |
| Монреаль 1976 | індивідуальна шабля | 18    |
| Монреаль 1976 | командна шабля      | 4     |